# Montrevel-en-Bresse
Montrevel-en-Bresse település Franciaországban, Ain megyében. Lakosainak száma 2661 fő (2022. január 1.). Montrevel-en-Bresse Jayat, Malafretaz, Marsonnas, Saint-Didier-d’Aussiat és Saint-Martin-le-Châtel községekkel határos.

## Népesség
A település népességének változása:
| Lakosok száma | 1495 | 2000 | 1973 | 2271 | 2441 | 2439 | 2489 | 2576 | 2576 | 2661 |
|               | 1968 | 1982 | 1990 | 2006 | 2013 | 2015 | 2017 | 2019 | 2020 | 2022 |